# Municipio de Battle Creek
El municipio de Battle Creek (en inglés: Battle Creek Township) es un municipio ubicado en el condado de Lincoln en el estado estadounidense de Kansas. En el año 2010 tenía una población de 35 habitantes y una densidad poblacional de 0,38 personas por km².

## Geografía
El municipio de Battle Creek se encuentra ubicado en las coordenadas 39°10′8″N 98°13′9″O / 39.16889, -98.21917. Según la Oficina del Censo de los Estados Unidos, el municipio tiene una superficie total de 93.28 km², de la cual 92,94 km² corresponden a tierra firme y (0,37 %) 0,34 km² es agua.

## Demografía
Según el censo de 2010, había 35 personas residiendo en el municipio de Battle Creek. La densidad de población era de 0,38 hab./km². De los 35 habitantes, el municipio de Battle Creek estaba compuesto por el 100 % blancos. Del total de la población el 0 % eran hispanos o latinos de cualquier raza.